# Municipio de Butler (condado de Butler, Iowa)
El municipio de Butler (en inglés: Butler Township) es un municipio ubicado en el condado de Butler en el estado estadounidense de Iowa. En el año 2010 tenía una población de 1719 habitantes y una densidad poblacional de 18,13 personas por km².

## Geografía
El municipio de Butler se encuentra ubicado en las coordenadas 42°46′27″N 92°36′49″O / 42.77417, -92.61361. Según la Oficina del Censo de los Estados Unidos, el municipio tiene una superficie total de 94.82 km², de la cual 93.92 km² corresponden a tierra firme y (0.95%) 0.9 km² es agua.

## Demografía
Según el censo de 2010, había 1719 personas residiendo en el municipio de Butler. La densidad de población era de 18,13 hab./km². De los 1739 habitantes, el municipio de Butler estaba compuesto por el 98.14% blancos, el 0.17% eran afroamericanos, el 0.17% eran amerindios, el 0.41% eran asiáticos, el 0.06% eran isleños del Pacífico, el 0.12% eran de otras razas y el 0.93% pertenecían a dos o más razas. Del total de la población el 1.05% eran hispanos o latinos de cualquier raza.